# Magnus Konow
Magnus Andreas Thulstrup Clasen Konow (1. září 1887 Stokke, Vestfold – 25. srpna 1972 Oslo) byl norský jachtař.
Pocházel z rodiny s německými kořeny. Jeho předkové se přistěhovali do Norska v 18. století.
Byl majitelem lodní firmy A/S Rosshavet a účastnil se velrybářských výprav do Jižního oceánu. Byl členem klubu Kongelig Norsk Seilforening. Kromě jachtingu se věnoval také veslování a lyžování.
Startoval na šesti olympijských hrách, z toho dvakrát byl kormidelníkem. V roce 1908 obsadil s lodí Fram čtvrté místo ve třídě 8 metrů, v roce 1912 zvítězil ve Švédsku s lodí Magda IX ve třídě do 12 metrů. Další prvenství získal na osmimetrové plachetnici Sildra v roce 1920 v Belgii a v roce 1928 skončil v této třídě na lodi Noreg čtvrtý. Na LOH 1936 v Německu získal stříbrnou medaili s lodí Lully II ve třídě 6 metrů a na olympiádu se vrátil po druhé světové válce, kdy ve věku šedesáti let obsadil ve stejné třídě roku 1948 čtvrté místo s lodí Apache. Čtyřikrát vyhrál One Ton Cup (1932, 1933, 1934 a 1957).
Jachtařem byl i jeho syn Karsten Konow, který byl členem jeho posádky na olympiádě v roce 1936.

## Rodina
Magnus Konow se narodil 1. září 1887. Jeho otec Einar Konow (1859–1946) a matka Dagna Bohr Konow, rozená Clasen (1864–1900), měli ještě dceru Alexandru (1888–1907). Magnus se v roce 1913 oženil s Elsou Nannou Grove (23. listopadu 1891–23. září 1986). V manželství se narodily dcery: Henny Else Konow (14. října 1914–20. února 1999), později provdaná Hargreaves, a Vera Alexandra Konow (25. února 1916 Oslo–22. srpna 2009 Oslo), později provdaná Musæus. Jako třetí se narodil syn Karsten Magnus Konow (16. února 1918 Oslo–9. července 1945 Stavanger).
Ve třicátých letech se, po rozvodu, znovu oženil a to s Iselin Danelius (9. února 1915 Bergen–16. března 1939). Toto manželství bylo bezdětné.
Již jako americký občan se seznámil s Olgu Kroftovou, rozenou Rapoportovou (10. srpna 1913 Sevljuš –19. listopadu 2002 Monte Carlo), která se přistěhovala do USA z Československa, v roce 1939, po rozvodu s pražským architektem a hoteliérem Aloisem Kroftou. Olga se stala v roce 1943 jeho třetí manželkou a syn Magnus Einar Konow se jim narodil v roce 1948.
Již s novým příjmením Olga Konowzakoupila postupně od americké vlády čtrnáct vyřazených armádních tankerů. Jako první ženská majitelka lodí na světě získala respekt a uznání i od svých mužských konkurentů a taktéž přezdívku "Tank−Olga". V padesátých a šedesátých letech dvacátého století byla největší rejdařkou světa. Později, po smrti manžela, přesídlila do Monte Carla, kde působila jako hoteliérka. V devadesátých letech 20. století byla honorární konzulkou České republiky v Monaku. 